# In This River
In This River è un brano della band heavy metal statunitense Black Label Society contenuto nell'album Mafia.

## La dedica a Dimebag Darrell
Un errore comune riguardo a questa canzone riguarda la credenza che la vede scritta in onore di Dimebag Darrell, chitarrista dei Pantera nonché grande amico del leader dei BLS Zakk Wylde, ucciso da un pazzo durante un concerto nel 2004.
La canzone, in realtà, venne scritta da Wylde molti mesi prima dell'attentato al chitarrista e gli venne dedicata, dopo che la notizia della sua morte si era propagata, con il consenso di Vinnie Paul, fratello maggiore di Dimebag e batterista dei Pantera, e Rita, la ragazza di Dimebag.

## Il videoclip
Il video della canzone si apre con Wylde che suona il pezzo al pianoforte in mezzo ad un torrente. Subito dopo appaiono due ragazzini, ovvero gli stessi Wylde e Dimebag, che dopo essere arrivati in bici davanti ad un fiume, vi si gettano. Alla fine, dal fiume, riemerge solo Zakk, adulto.
Come dichiarato in un'intervista da Wylde il fiume simboleggia tutte le cose che possono capitare da quando sei bambino durante tutta la vita (The river is a metaphor for life in general, all the bullshit that you deal with from being a kid growing up. The whole thing's just about life and death).